# Psophiidae
Psophiidae (nome popular: jacamin, jacami) é uma família de aves da ordem Gruiformes que ocorre apenas na América do Sul, na região da Bacia Amazônica. A distribuição das espécies do único gênero varia conforme a teoria dos refúgios do pleistoceno.

## Espécies
As 8 espécies atuais ocorrem no Brasil, sendo 5 endêmicas do país.
- Psophia napensis Sclater & Salvin 1873 - Jacamim-do-napo
- Psophia crepitans Linnaeus, 1758 - Jacamim-de-costas-cinzentas
- Psophia ochroptera Pelzeln,1857 - Jacamim-de-costas-amarelas (Endêmica do Brasil)
- Psophia leucoptera Spix, 1825 - Jacamim-de-costas-brancas
- Psophia viridis Spix, 1825 - Jacamim-de-costas-verdes (Endêmica do Brasil)
- Psophia dextralis Conover, 1934 - Jacamim-de-costas-marrom (Endêmica do Brasil)
- Psophia interjecta Griscom & Greenway, 1937 - Jacamim-do-xingu (Endêmica do Brasil)
- Psophia obscura Pelzeln, 1854 - Jacamim-de-costas-escuras (Endêmica do Brasil)